# Snövind & Sommarbris
Snövind & sommarbris är ett musikalbum från 2007 med jazzpianisten Elise Einarsdotter och Stockholmskvartetten.

## Låtlista
Låtarna är skrivna av Elise Einarsdotter om inte annat anges.
1. Circular Saw – 6:06
2. I Tallinn – 3:08
3. Del 1 (Björn Hallman) – 2:34
4. Juli  – 7:50
5. Sju åttondelar (Björn Hallman) – 3:56
6. Snövind – 4:37
7. Från Elise (Björn Hallman) – 2:34
8. Psalm – 7:07
9. Sommarbris (Björn Hallman) – 6:19
10. Gånglåt (Björn Hallman) – 3:42
11. Flyglåt – 6:04
12. Circular Saw [kort version] – 2:17
13. Outro – 1:05

## Medverkande
- EEE
  - Elise Einarsdotter – piano
  - Johan Setterlind – trumpet
  - Olle Steinholtz – bas
  - Jörgen Stenberg – slagverk
- Stockholmskvartetten
  - Ylva Larsson – violin
  - Anna Brundin Mossop – violin
  - Jakob Ruthberg – viola
  - Tommy Svanström – cello